# Chimonobambusa
Chimonobambusa Makino é um género botânico pertencente à família Poaceae, subfamília Bambusoideae, tribo Bambuseae.
O gênero apresenta aproximadamente 55 espécies. Ocorrem na Ásia e Australásia.

## Principais espécies
- Chimonobambusa armata (Gamble) Hsueh & T.P.Yi
- Chimonobambusa macrophylla T.H. Wen et Ohrnb.
- Chimonobambusa marmorea (Mitford) Makino
- Chimonobambusa quadrangulares (Fenzi) Makino
- Chimonobambusa tumidissinoda J.R. Xue et T.P. Yi ex Ohrnb.
- «PPP-Index Lista completa»